# Coupe du Président d'Irlande 2025
Navigation
Édition précédente Édition suivante
La Coupe du Président d'Irlande 2025, en anglais : 2025 President of Ireland's Cup, est la douzième édition de la Coupe du Président une compétition de football qui oppose chaque année en début de saison le vainqueur du championnat et celui de la Coupe d'Irlande. Le champion d'Irlande 2024, le Shelbourne Football Club est opposé au vainqueur de la coupe d'Irlande, le Drogheda United Football Club. La rencontre se déroule au Tolka Park à Dublin.

## Organisation
La rencontre se déroule le 7 février 2024 au Tolka Park à Dublin. 

## Le match

### Présentation de la rencontre
C'est la première fois que ces deux équipes disputent cette compétition.
Le champion d'Irlande 2024, le Shelbourne Football Club est opposé au vainqueur de la Coupe d'Irlande 2024, le Drogheda United Football Club. Ces deux équipes sont les grandes surprises de 2024, Shelbourne n'était absolument pas favori pour le titre et Drogheda, qui n'était pas pleinement professionnel en 2024, c'est emparé de la Coupe alors qu'il n'avait pas encore validé sa place en première division.

### Déroulement de la rencontre
Shelbourne remporte facilement sa première Coupe du Président en battant Drogheda 2-0. Le score est acquis dès la première mi-temps grâce à des buts d'Ademipo Odubeko à la treizième minute du match puis de Sean Boyd à la vingt-huitième. Après l'expulsion du gardien Luke Dennison pour une action hors de sa surface de réparation, Drogheda est bien trop affaibli pour mettre en danger les champions d'Irlande.
| 7 février 2025 | Shelbourne FC | 2 - 0   | Drogheda United | Tolka Park                                  |                                             |
| 19:45          | Ademipo Odubeko 29e · Sean Boyd 34e | (2 - 0) | | Spectateurs : 4 584 Arbitrage : Paul Norton | Spectateurs : 4 584 Arbitrage : Paul Norton |
| 19:45          | Mipo Odubeko 20e · Sean Gannon 45e | Rapport | Shane Farrell 38e · Zishim Bawa 45e · Luke Dennison 53e · | Spectateurs : 4 584 Arbitrage : Paul Norton | Spectateurs : 4 584 Arbitrage : Paul Norton |
| 19:45          | Conor Kearns ; Patrick Barrett, Sam Bone, Sean Gannon, Kameron Ledwidge ; Alistair Coote (Rayhaan Tulloch 64), Mark Coyle (Jonathan Lunney 64), Kerr McInroy (Evan Caffrey 73) ; Sean Boyd, Mipo Odubeko (Ellis Chapman 64), Harry Wood (Ryan O'Kane 73). | Équipes | Luke Dennison ; Aaron Harper Bailey, Conor Kane, Conor Keeley, Owen Lambe, Andrew Quinn (George Cooper 46) ; Zishim Bawa (Thomas Oluwa 65), Ryan Brennan (Paul Doyle 71), Shane Farrell (Luke Heeney 65), Darragh Markey ; Joshua Thomas (Jack Brady 55) | Spectateurs : 4 584 Arbitrage : Paul Norton | Spectateurs : 4 584 Arbitrage : Paul Norton |